# Главный подозреваемый (телесериал, 2011)
«Главный подозреваемый» (англ. Prime Suspect) — американская полицейская процедурная телевизионная драма, ремейк одноименного британского сериала. Премьера состоялась на телеканале NBC 22 сентября 2011 года. Сериал рассказывает о детективе Джейн Тимони, которую перевели в убойный отдел Департамента полиции Нью-Йорка. На новом месте Джейн сразу же невзлюбили коллеги, но вместе они успешно раскрывают преступления. В сериале большое внимание уделяется личной жизни и переживаниям главной героини. Роль детектива Джейн Тимони исполняет Мария Белло, детектива Кевина Суини играет Эйдан Куинн, а детектива Луизито Кальдерона — Керк Асеведо. Также в сериале снимаются Джо Ньевас в роли детектива Эдди Готье, Брайан О’Бирн в роли детектива Рега Даффи, Дэймон Гаптон в роли детектива Эврарда Велерио, Тим Гриффин в роли детектива Оджи Бландо и Питер Джерети в роли отца Джейн.
14 ноября 2011 года NBC принял решение, что с 12 января 2012 года время выхода «Главного подозреваемого» (по четвергам, в 10 часов вечера) займёт другой сериал — «Фирма», но телеканал пока не принял окончательного решения об отмене сериала, а «рассматривает все варианты». Было снято 13 серий, и телеканал остановил дальнейшее производство. 5 января NBC объявил, что 22 января будут показаны последние два эпизода сериала.

## Сюжет
Джейн Тимони (Мария Белло) — детектив из отдела по расследованию убийств Нью-Йорка, только что переведена в новый отдел, чужая для него, и уже не нравится её новым коллегам. Джейн уверена и целеустремленна, но и груба, резка и иногда безрассудна. Но также она блестящий коп. У неё есть свои грехи, и её преследуют слухи о том, как она получила назначение.

## В ролях
- Мария Белло — Джейн Тимони
- Эйдан Куинн — Кевин Суини
- Керк Асеведо — Луизито Кальдерон
- Джо Ньевес — Эдди Готье
- Брайан Ф. О’Бирн — Редж Даффи
- Дэймон Гаптон — Эврар Велерио
- Тим Гриффин — Оги Бландо
- Питер Джерети — Десмонд Тимони

## Рейтинги и отзывы критиков
Премьера сериала смогла привлечь лишь 6.05 млн зрителей, а демо-рейтинг составил всего 1,8 в категории 18-49, и благодаря этому сериал занял последнее место в рейтингах в своем тайм-слоте. Сериал получил в целом благоприятные отзывы от критиков.

## Эпизоды
| №  | Название                                                    | Режиссёр             | Автор сценария       | Дата премьеры    | Произв. код | Зрители в США (млн) |
| -- | ----------------------------------------------------------- | -------------------- | -------------------- | ---------------- | ----------- | ------------------- |
| 1  | «Pilot» «Пилотная серия»                                    | Питер Берг           | Александра Каннингэм | 22 сентября 2011 | 101         | 6,05                |
| 2  | «Carnivorous Sheep» «Волк в овечьей шкуре»                  | Джонас Пэйт          | Александра Каннингэм | 29 сентября 2011 | 102         | 5,69                |
| 3  | «Bitch» «Стерва»                                            | Майкл Уэксман        | Элизабет Хелденс     | 6 октября 2011   | 104         | 5,04                |
| 4  | «Great Guy, Yet: Dead» «Классный парень мёртв»              | Джонас Пэйт          | Джон Макнамара       | 13 октября 2011  | 103         | 4,60                |
| 5  | «Regrets, I’ve Had a Few» «Сожалею, я получил чуть-чуть»    | Стефен Уильямс       | Рэнди Хаггинс        | 27 октября 2011  | 106         | 4,03                |
| 6  | «Shame» «Позор»                                             | Джонас Пэйт          | Тайлер Бенсингер     | 3 ноября 2011    | 107         | 4,51                |
| 7  | «Wednesday’s Child» «Дитя среды»                            | Джонас Пэйт          | Николь Битти         | 10 ноября 2011   | 109         | 4,86                |
| 8  | «Underwater» «Под водой»                                    | Стефен Уильямс       | Роберто Патино       | 17 ноября 2011   | 108         | 4,34                |
| 9  | «Gone to Pieces» «Разбившийся вдребезги»                    | Лора Иннес           | Рон Фицджералд       | 1 декабря 2011   | 105         | 4,69                |
| 10 | «A Gorgeous Mosaic» «Изумительная мозаика»                  | Гвинет Хордер-Пейтон | Кевин Дж. Хайнс      | 15 декабря 2011  | 110         | 3,70                |
| 11 | «The Great Wall of Silence» «Великая стена молчания»        | Майкл Уэксман        | Майк Шиэн            | 22 декабря 2011  | 111         | 4,44                |
| 12 | «Ain’t No Sunshine» «Никакого просвета»                     | Роксанн Доусон       | Эли Бауман           | 22 января 2012   | 112         | 4,31                |
| 13 | «Stuck in the Middle with You» «Застыли с тобой в середине» | Барт Фрюндлих        | Александра Каннингем | 22 января 2012   | 113         | 3,65                |